# Van Rysel
Van Rysel est une marque française crée en 2019, spécialisée dans la conception et la fabrication de vélos et d'équipements cyclistes (route, gravel et triathlon).

## Historique

### Création de la marque
L'entreprise française Decathlon construit et vend des vélos depuis 1986. Depuis sa création, la marque a décliné ses produits sous de nombreuses appellations et marques. Au commencement, tous les vélos étaient vendus sous l'appellation Décathlon Cycle puis, à partir de 1999 sous la marque B'Twin.
À partir de 2019, les gammes de vélo sont divisées sous plusieurs marques. B'Twin se concentre sur les vélos grand public et pour enfants ainsi que la glisse urbaine. Les VTT sont désormais commercialisés sous l'appellation Rockrider. Les vélos de route quant à eux sont divisés en deux catégories. Les vélos de cyclotourisme (plus confortables et destinés aux cyclistes ne voulant pas faire de compétition) sont réunis sous la marque Triban. Les vélos de cette marque possèdent souvent des œillets pour installer un porte-bagage et des freins à disque. Les vélos orientés compétitions, quant à eux, sont désormais commercialisés sous la marque Van Rysel.

### Signification du nom
Le nom "Van Rysel" signifie "de Lille" en néerlandais, en référence à la capitale de la Flandre française, où la marque a été créée et conçoit ses produits. C’est un hommage à un territoire réputé du cyclisme mondial, les Flandres, rendues célèbres par ses courses professionnelles comme Paris-Roubaix ou le Tour des Flandres.

### Premiers vélos

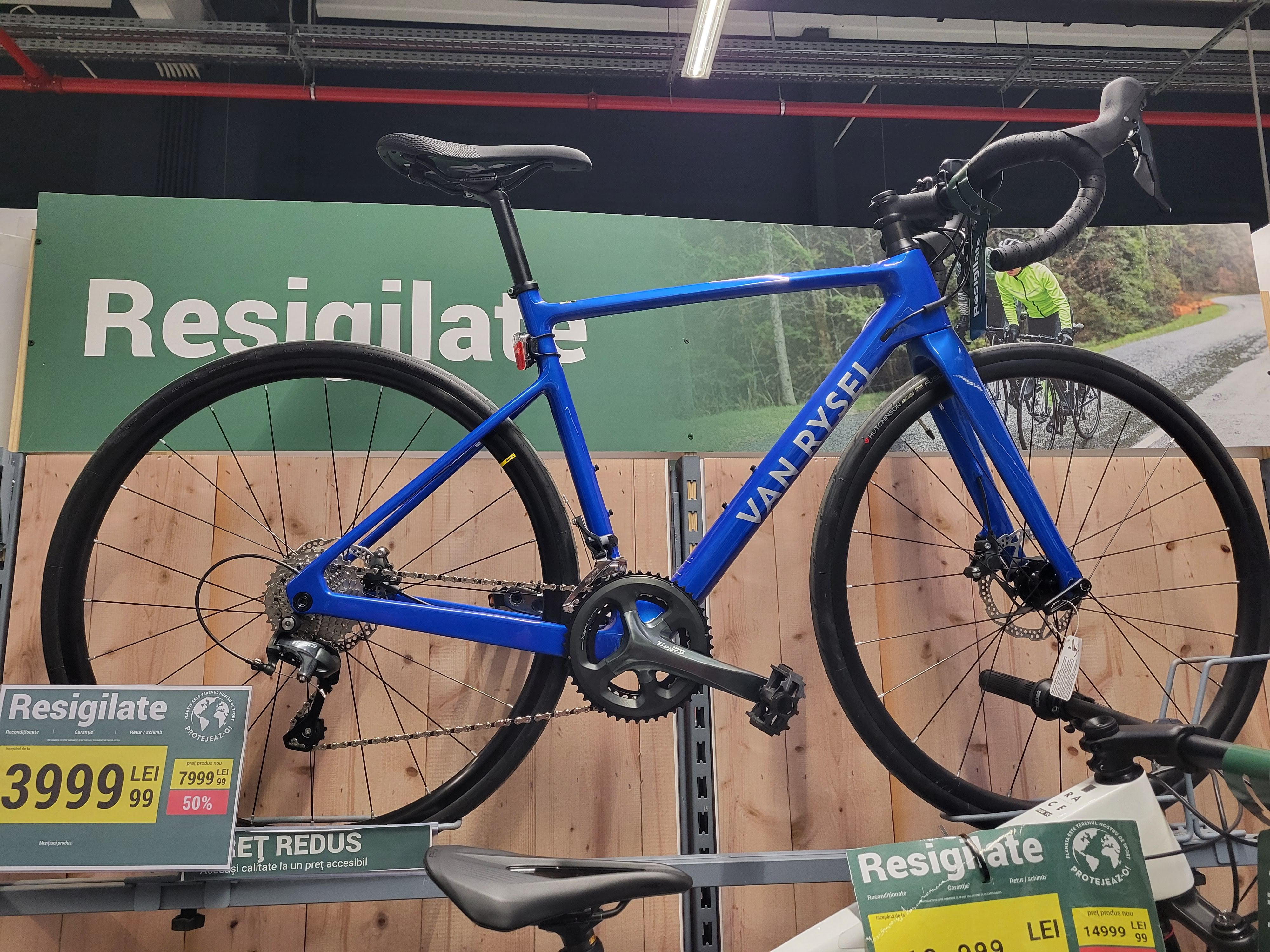
Vélo Van Rysel en exposition dans un magasin Décathlon en Roumanie.

Les premiers vélos de la marque sont présentés officiellement le 18 janvier 2018, lors des Vélofollies à Courtrai.
Les cadres Van Rysel sont fabriqués en Asie mais les vélos sont conçus et assemblés à Lille.
En 2019, lors du lancement de la marque, Van Rysel propose un cadre unique : l'ultra. Tous les vélos de la marques sont assemblés sur l'une ou l'autre des versions de ce cadre. C'est donc la qualité des groupes de transmission et des roues qui déterminent le prix des vélos.
En 2020, Van Rysel développe un tout nouveau cadre, l'EDR (EnDuRance), qui se décline comme pour l'ultra, en deux versions, une version en aluminium (EDR AF) et une version en carbone (EDR CF). Ils sont tous équipés avec des groupes Shimano (105, Ultegra ou Di2) et des roues Fulcrum racing.
En 2023, la marque annonce un nouveau vélo haut de gamme, développé en partenariat avec l'Office national d'études et de recherches aérospatiales (ONERA) : le RCR, également disponible dans une déclinaison appelée RCR Pro recourant à l'utilisation de fibre de carbone. Ce vélo axé sur l'aérodynamisme, la rigidité et la légèreté fait rapidement ses preuves notamment lors du test du magazine allemand TOUR.

## Sponsoring

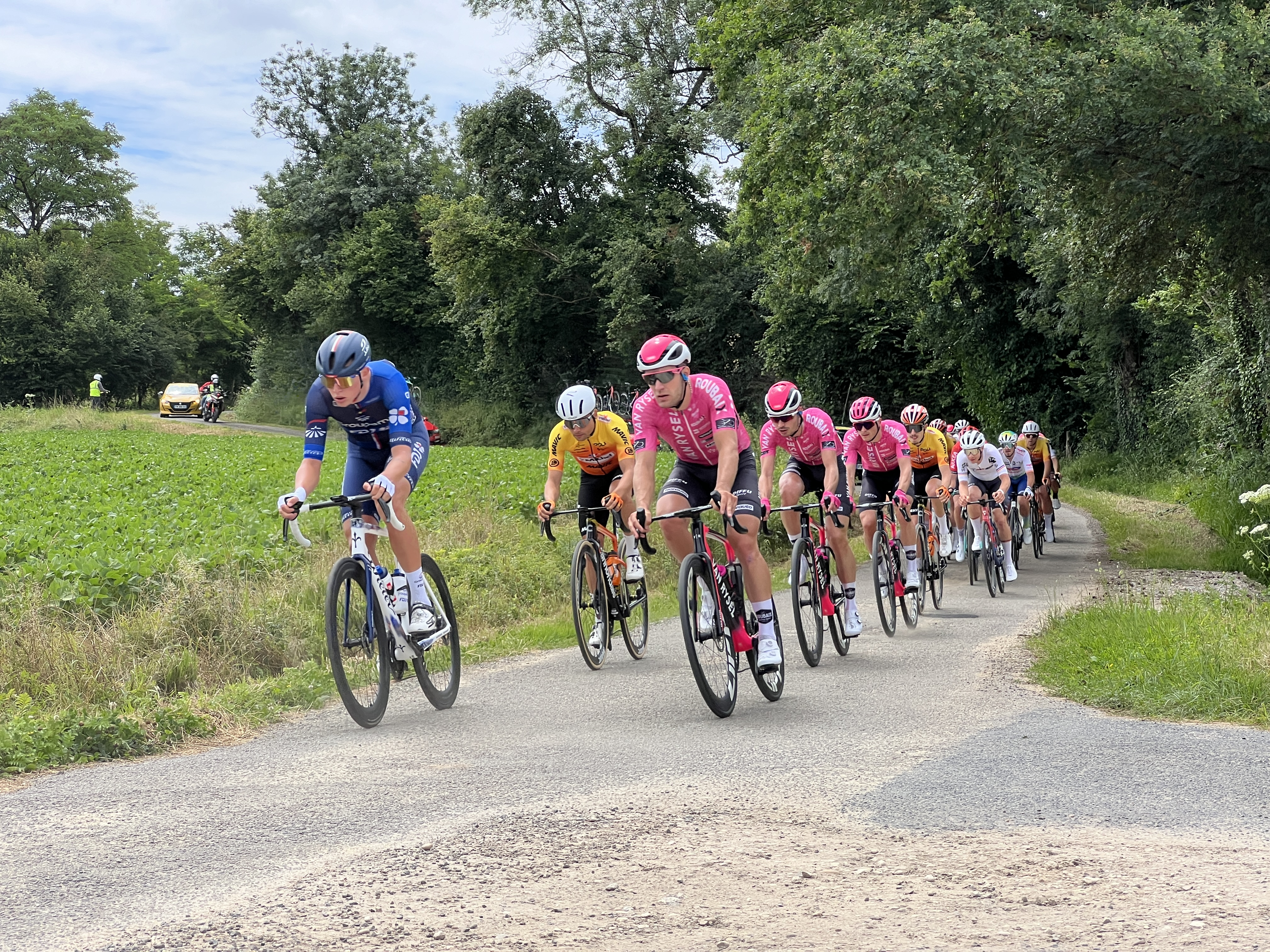
En rose, des coureurs de l’équipe cycliste Van Rysel-Roubaix au tour de l'Ain (juillet 2024).

Van Rysel collabore avec des équipes cyclistes professionnelles pour tester et améliorer ses produits.
Decathlon travaillait déjà à l'époque B’Twin, sur les chaussures, avec les coureurs professionnels Nans Peters et Jean-Christophe Péraud.
En 2019, par effet de ricochet, l'équipe cycliste junior (U19) B’Twin AG2R La Mondiale, devient la Van Rysel AG2R La Mondiale U19. Ce sponsoring prend néanmoins fin le 31 décembre 2020.
En 2019, Van Rysel crée un vélo personnalisé aux couleurs belges pour le coureur junior Arnaud de Lie avec lequel il est victorieux à sept reprises au cours de cette saison, il devient notamment Champion de Belgique et vainqueur du classement final de la Coupe de Belgique des juniors.
Ainsi, en 2022 et 2023, Van Rysel est équipementier textile de l'équipe de cyclisme professionnelle Cofidis.

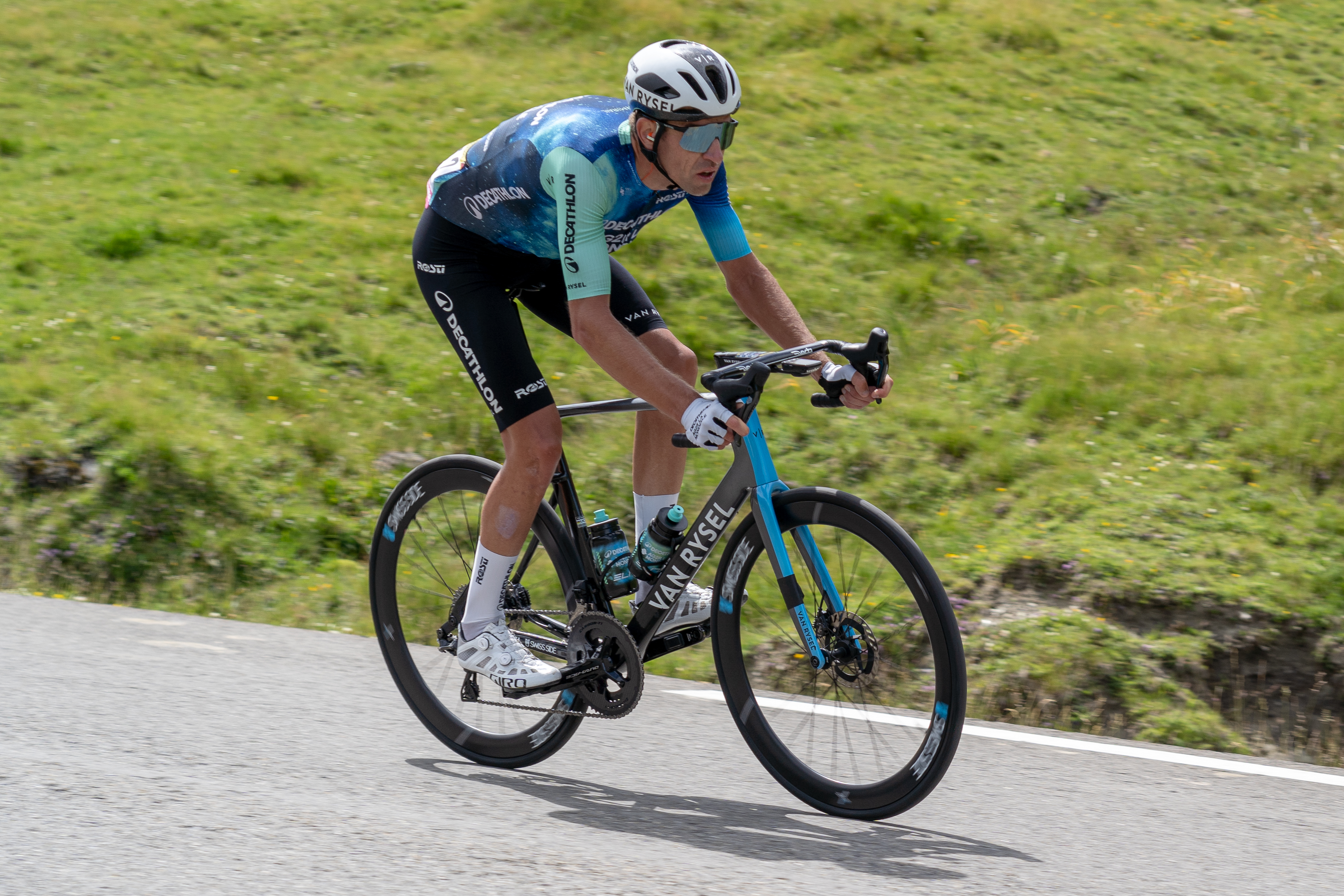
Bruno Armirail lors du Tour de France 2024 avec un vélo Van Rysel

En 2024, la marque devient fournisseur cycle de l'équipe AG2R (et fournisseur textile en 2025 dû à un contrat existant avec une autre marque), qui devient alors Decathlon-AG2R La Mondiale ainsi que de l'équipe cycliste Van Rysel-Roubaix Lille Métropole. Ces collaborations permettent de co-développer ses produits, l'objectif annoncé de la marque étant de créer des innovations pouvant être ajustées ensuite à tous les niveaux de performance.    